# 參考
參考或指涉（英語：reference）是兩個對象之間的關係，此種關係由「指定」或「連接」之概念維繫。在此關係中，前一個對象被稱作「提及」（refer to）了后者；而后一個被提及的對象被稱作前者的指涉物。參考有著許多種類的形式，包括思想；由聽覺（擬聲詞）、視知覺、嗅覺、觸覺承載的感知；情緒、與他人的關係時空坐標、象徵性形式語言、字母數字網絡；以及物理對象或能量放射。在某些情況下，參考會被有意地設爲隱藏從而不被觀察者所見（如密碼學）。
參考在人類活動與知識的不同領域中扮演著許多角色，因此該詞語本身會取決於使用場合的不同而存在各種特殊涵義。